# Alexa Tarantino
Alexa Tarantino, (West Hartford, Connecticut, 1992. május 30. – )

## Pályafutása
Alexa Tarantino miután alapdiplomát szerzett dzsesszzaxofonosként, előadóként és zeneoktatatói szakon a New York állambeli Rochester Eastman School of Musicban, a Juilliard School-ban meszerezte meg a mesterfokozatot is.
Játszott Sherrie Maricle-lel és a DIVA Jazz Orchestra, a Jazz at Lincoln Center Orchestra, Darcy James Argue's Secret Society, Wynton Marsalis, Arturo O'Farrill és az Afro Latin Jazz Orchestra, valamint Cécile McLorin Salvant társaságában.
Tarantino albuma, a „Firefly” 2021-ben jelent meg a Posi-Tone Recordsnál, és a 7. helyet érte el a Jazz Week listán. Második albuma, a „Clarity” volt. Azon alt- és szopránszaxofonokon, fuvolán és altfuvolán játszik. Tarantino zenekarvezetőként a Winds of Change című lemeze 2019-ben jelent meg, és a 15. helyet érte el a JazzWeek listáján, és a 79. lett a 2019-es JazzWeek Top 100-on.
Tarantinót 2021-ben és 2020-ban a Down Beat Magazin kritikusainak szavazása „Rising Star-Alto Szaxophone”-nak jelölte, a JazzTimes kritikusainak szavazásán pedig a „2019-es 5 legjobb altszaxofonos” közé választották.
Alexa Tarantino sokszor dolgozik Steven Feifke zongoristával.

## Albumok
- 2015: Crossing
- 2019: Winds of Change
- 2020: Clarity
- 2021: Firefly
- 2023: Ali Dell'angelo (kislemez)

## Díjak
- 2021: Jazz Coalition Fund